# Ricardo de Burgos Bengoetxea
Ricardo de Burgos Bengoetxea, auch Ricardo de Burgos (* 16. März 1986 in Bilbao), ist ein spanischer Fußballschiedsrichter. Er steht als dieser seit 2018 sowie als Video-Assistent seit 2021 auf der Liste der FIFA-Schiedsrichter.

## Karriere
Bislang leitete er nebst Partien in der heimischen Primera División auch hin und wieder Begegnungen in verschiedenen Europapokal-Wettbewerben. Bei der Supercopa 2017 zwischen dem FC Barcelona und Real Madrid leitete er das Hinspiel. Mit dem Spiel zwischen Rumänien und Griechenland am 25. März 2022 leitete er auch sein erstes Länderspiel. Zur Weltmeisterschaft 2022 wurde er ins Aufgebot der Video-Assistenten berufen.

### Kontroverse vor dem Finale der Copa del Rey 2024/25
Vor dem Finale der Copa del Rey 2024/25 kritisierte Real Madrid die Ansetzung von de Burgos als Schiedsrichter über den vereinseigenen Fernsehsender Real Madrid TV deutliche Zweifel an dessen Eignung für das Spiel. Dabei wurden unter anderem Statistiken zur Bilanz von Real Madrid und dem FC Barcelona in Spielen unter seiner Leitung präsentiert. Zudem wurde betont, dass de Burgos bislang weder Partien in der UEFA Champions League noch bei einem FIFA-Turnier gepfiffen habe.
In einer anschließenden Pressekonferenz erklärte de Burgos, dass der öffentliche Druck durch Real Madrid auf ihn auch seine Familie belaste. Er sprach von einer erheblichen emotionalen Belastung für sich und seine Familie. Real Madrid boykottierte in der Folge mehrere offizielle Termine im Vorfeld des Finales und bezeichnete de Burgos Aussagen als inakzeptabel. Entgegen kursierender Medienberichten boykottierten die Königlichen das Finalspiel jedoch nicht. Während des Spiels sprach de Burgos drei Spielern von Real Madrid, darunter Antonio Rüdiger, nach unsportlichem Verhalten die Rote Karte aus.